# 신여성

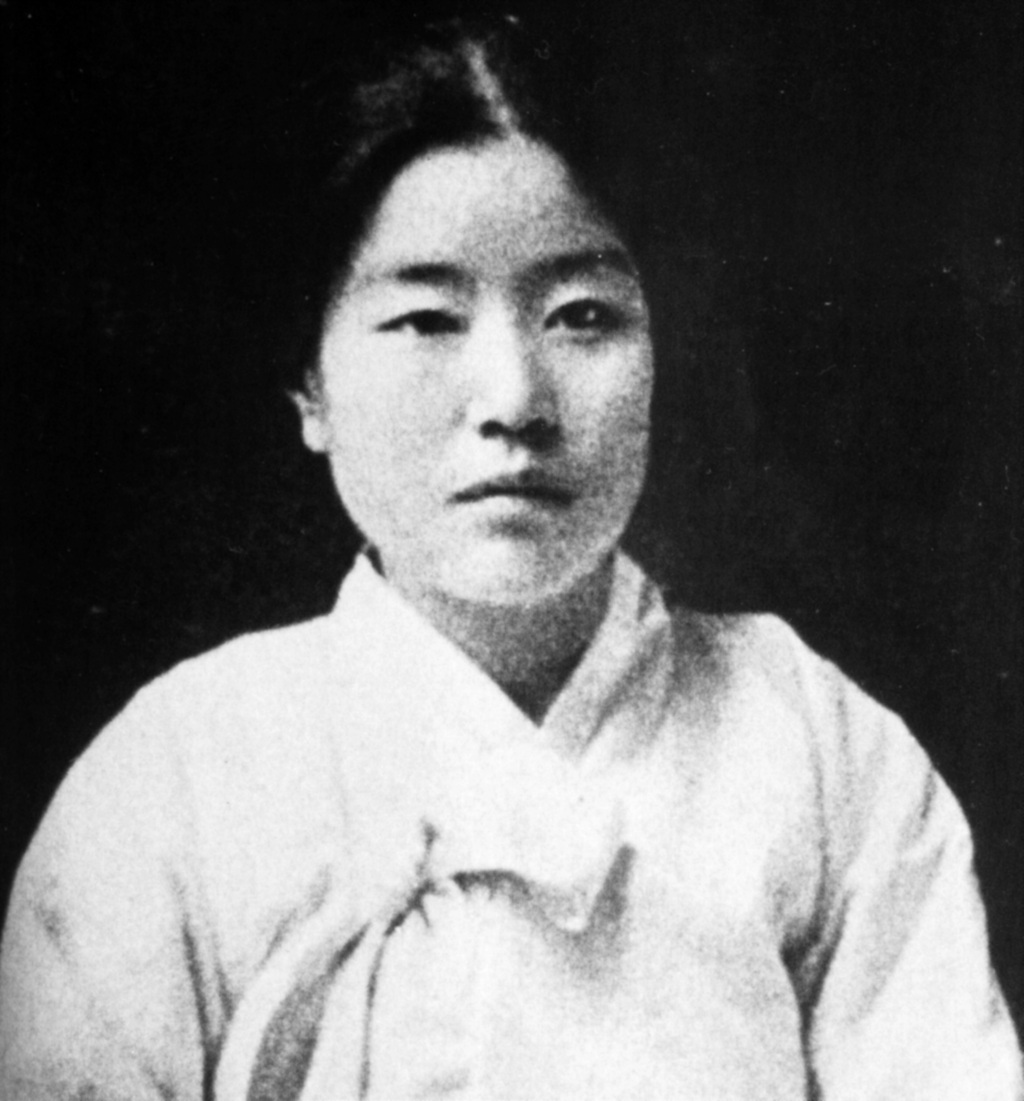
나혜석은 급진적 여성주의를 주장한 신여성이다.

신여성(新女性)은 동아시아 특히 일본과 한국, 중국 등의 지역에서 새로운 근대 교육을 받은 여성을 가리키던 용어이다. 특히 1920년대에서 1930년대 사이 여성주의와 함께 사회적 담론을 이루었다.

## 어원
19세기 영국과 미국에서는 여성주의를 바탕으로 새로운 사고방식과 삶의 양식을 받아들인 뉴 우먼(New Woman)이 있었다. 이들은 지금까지 여성에게 금기시 되었던 자전거 타기나 남성적 권위에 저항하는 새로운 패션, 자본주의의 발달과 함께 찾아온 소비주의의 영향에 따른 새로운 소비의 주체 등으로 떠올랐다. 이러한 흐름은 벨 에포크 시기의 프랑스에서 "팜므 누벨"(Femme Nouvelle)로 재현된다. 그러나 영미권의 뉴 우먼과 프랑스의 팜므 누벨의 형성과 동아시아의 신여성의 형성은 직접적 연관을 짓기 어렵다.
언제 누가 신여성이라는 용어를 쓰기 시작하였는 지는 확실치 않다. 그러나 1910년대에 이미 쓰보우치 쇼요가 "새로운 여성"이란 개념을 들고 나온 바 있어, 일본 쪽이 먼저 이러한 개념을 사용하였다고 볼 수 있다. 신여성이란 개념은 여학교와 같은 근대 교육 기관에서 교육받아 새로운 사고 방식을 갖게 된 여성을 가리키는 말로 쓰이기 시작하였다.

## 신여성의 등장
1920년대 아시아에서 여학교에 다닌다는 것은 곧 어느 정도 재력이 뒷받침 되는 집안 출신이라는 것을 의미하였다. 근대 교육 기관 역시 여성들에게 전통적인 순종의 윤리를 강조하였으나 이들은 새로운 패션과 문화를 선도하며 선망을 받는 동시에 질시의 대상이 되었고 풍기가 문란하다는 등의 사회적 비난의 대상이 되기도 하였다.

## 아시아의 신여성

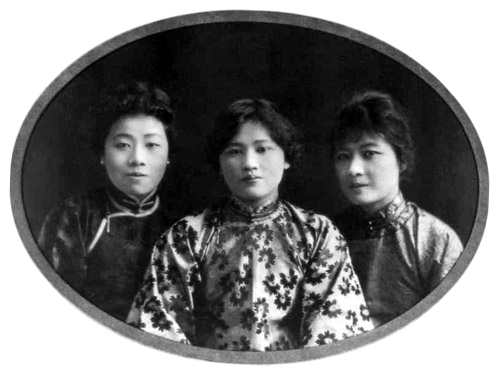
쑹 자매는 중화민국의 역사에 큰 영향을 미친 신여성들이다.

선망의 대상으로서 이건 아니면 질시의 대상으로서 이건 신여성의 등장은 근대화 된 사회를 상징하였다. 근대 이전의 여성들은 거리를 자유롭게 활보할 수 없었으나 신여성은 산책을 즐기며 새로운 패션을 뽐내었다.
일제 강점기 한국의 경우 1920년대에 《신여성》을 비롯한 여성 잡지가 발간되면서 신여성과 여성주의가 결합하였고, 이들의 연애, 사회적 정치적 활동 등은 세간에 오르내렸다. 신여성의 흐름은 동아시아 지역에서 비슷한 시기에 비슷한 양상으로 진행되었다. 중국의 경우 상하이와 같은 대도시를 중심으로 처음에는 "모던 걸"(Modern Girl)의 패션과 각종 가십이 주된 관심사였으나 차츰 이들의 사회적 활동과 정치적 발언이 주목받게 된다. 중화민국과 중화인민공화국 모두에서 막강한 영향력을 행사한 쑹 자매 역시 이러한 신여성들 가운데 하나이다.

## 활동
신여성은 다양한 분야에서 활동의 주체가 되고자 하였다. 한국 최초의 근대 여성 문학가로 꼽히는 김명순은 남성 문학가들의 멸시를 이겨내며 끊임없는 활동을 이어갔고 주세죽 등은 사회주의 정치 활동에서 중요한 인물이었다. 나혜석은 당시로서는 보기 드문 급진적 여성주의를 주장하였으나 불행한 개인사가 연속되는 가운데 좌절하였다.

## 같이 보기
- 신여성 (잡지)